# Styringomyia bourbonensis
Styringomyia bourbonensis är en tvåvingeart som beskrevs av Alexander 1953. Styringomyia bourbonensis ingår i släktet Styringomyia och familjen småharkrankar. Inga underarter finns listade i Catalogue of Life.